# Diritti LGBT nella Repubblica Ceca
I diritti delle persone LGBT (lesbiche, gay, bisessuali e transgender) nella Repubblica Ceca sono differenti rispetto a quelli delle persone eterosessuali sebbene la Repubblica Ceca viene considerata come uno dei paesi dell'Europa centrale più liberali in materia di diritti a favore delle persone LGBT. Nel 2006 ha legalizzato le unioni civili registrate per le coppie dello stesso sesso.

## Legalizzazione dell'attività sessuale tra persone dello stesso sesso
L'attività omosessuale è stata depenalizzata nel 1962 a seguito della ricerca scientifica del sessuologo Kurt Freund la quale portò alla conclusione che l'orientamento omosessuale non può essere modificato (Pletismografo penile).
L'età del consenso è stata equiparata nel 1990, quando in precedenza era a 18 anni per gli omosessuali.
La prostituzione maschile è stata depenalizzata nel 1990.

## Riconoscimento delle relazioni omosessuali

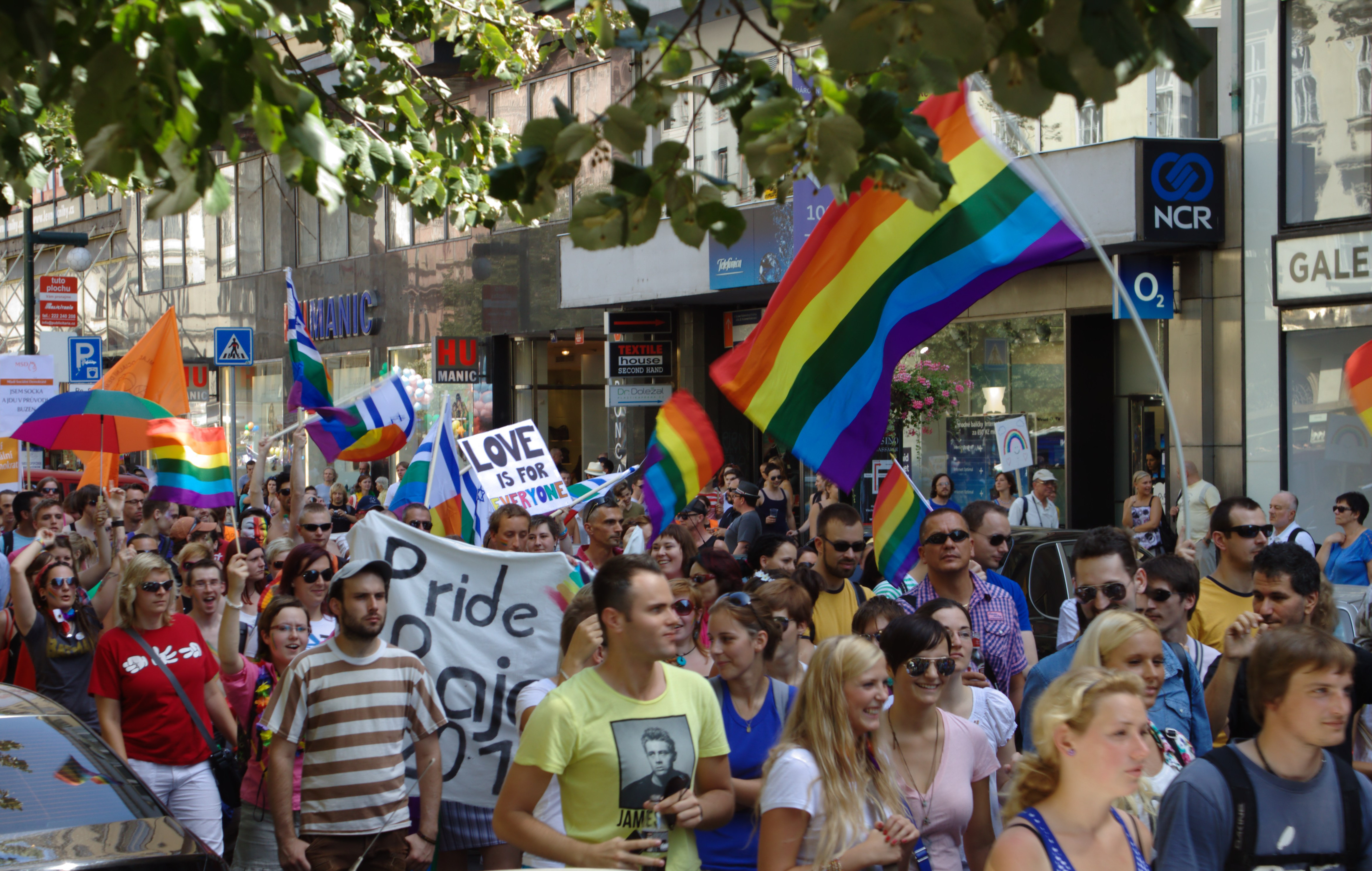
Pride a Praga nel 2012.

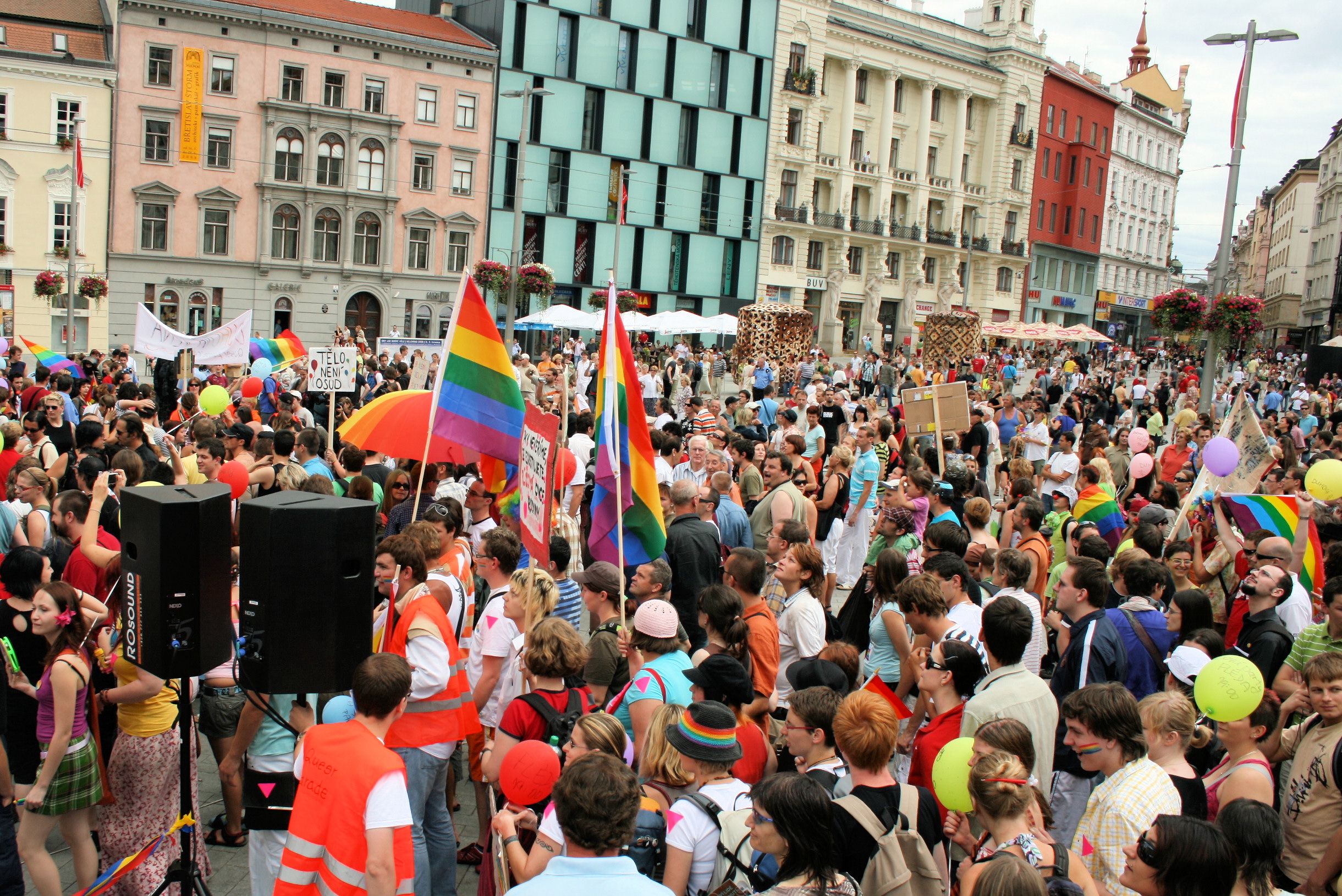
Gay Pride a Brno nel 2008.

Vi è un certo riconoscimento giuridico per le coppie dello stesso sesso, la convivenza non registrata è stata possibile a partire dal 2001; la Repubblica Ceca ha inoltre concesso che "le persone che vivono in una casa propria" i diritti di eredità e successione in materia di alloggi, così come i diritti di visita ospedaliera e carceraria similmente alle coppie eterosessuali sposate.
Un disegno di legge volto a legalizzare le unioni registrate, compresi alcuni tra i diritti del matrimonio, è stato respinto per ben quattro volte nel 1998, 1999, 2001 e 2005. Tuttavia il 16 dicembre 2005 una nuova legge in materia di unioni civili è stata approvata da parte della repubblica nella Camera dei Rappresentanti; è stata adottata poi anche dal Senato il 26 gennaio 2006, ma in seguito è stato posto il veto del presidente Václav Klaus.
In data 15 marzo 2006 il veto presidenziale è stato rovesciato dalla Camera e la legge è entrata in vigore il 1 luglio 2006. Da quel momento la Repubblica Ceca permette le unioni registrate per le coppie dello stesso sesso, con inclusi molti dei diritti del matrimonio (ad eccezione dei diritti di adozione e del titolo di matrimonio).

## Diritti di adozione e omogenitorialità

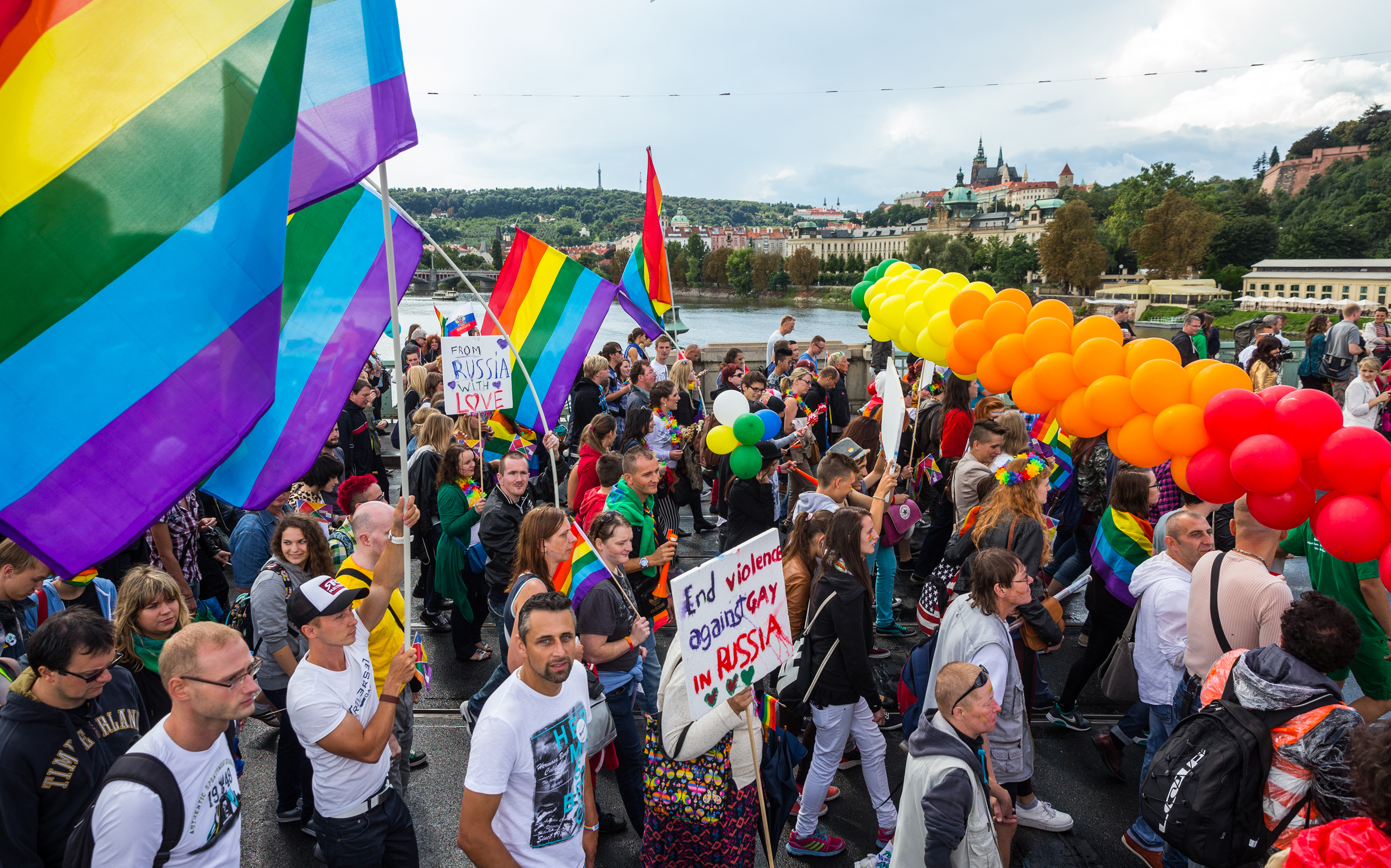
Pride a Praga nel 2014.

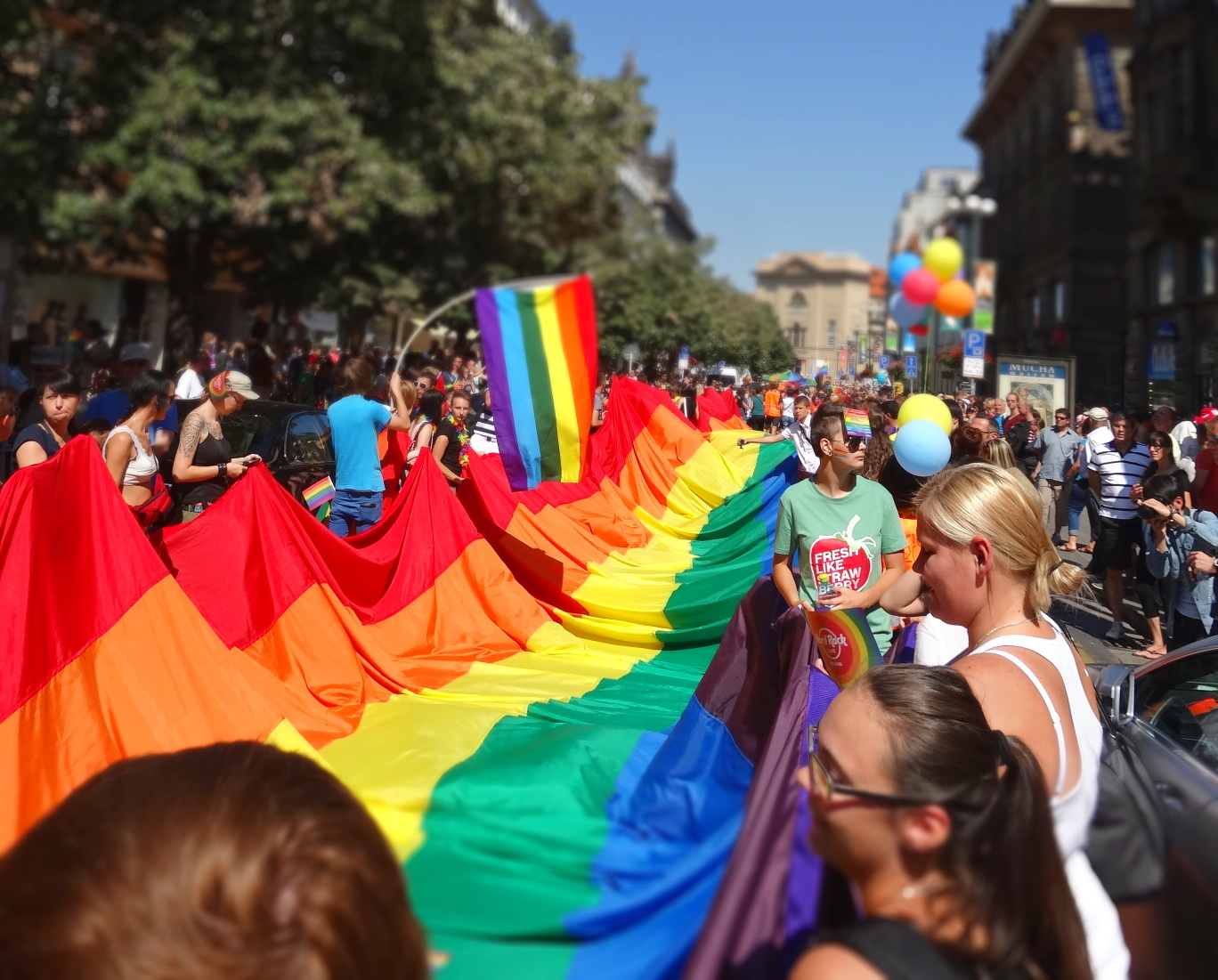
Manifestazione del movimento LGBT nel 2013.

Nel mese di giugno 2016 la Corte Costituzionale ha annullato il divieto che proibiva alle persone che vivono in unioni registrate di adottare bambini. Tuttavia l'adozione congiunta da parte di coppie dello stesso sesso e l'adozione del figlio di un partner dello stesso sesso rimane illegale. Il governo ha annunciato l'intenzione di abrogare questa legge sul pronunciamento della Corte.
Persone single e coppie lesbiche sono in grado di accedere legalmente ai trattamenti di fecondazione in vitro nel paese.
Nel mese di ottobre 2016 il governo ha approvato una proposta che dà alle coppie in unione registrata il diritto di adottare i loro figliastri. Il disegno di legge passa ora al parlamento dove dev'essere discusso e approvato per poter diventare legge. Jiří Dienstbier, ministro per i diritti umani e le pari opportunità, ha dichiarato che "si tratta di assicurare che l'altro partner abbia un rapporto giuridico con il bambino".

## Protezioni contro la discriminazione
Nel 2009 una legge globale contro la discriminazione è stata approvata, vietando le discriminazioni sulla base dell'orientamento sessuale e dell'identità di genere nel mondo del lavoro, dell'istruzione, degli alloggi e nell'accesso a beni e servizi.

## Espressione e identità di genere
Il primo intervento chirurgico di riassegnazione del sesso nel paese ha avuto luogo nel 1942, quando un uomo trans successivamente ha cambiato il suo sesso legale in maschile. Attualmente, 50-60 persone usufruiscono di tali interventi chirurgici ogni anno nel paese (per 10,6 milioni di abitanti).
Al fine di essere coperti dall'assicurazione sanitaria, una richiesta di cambio di marcatori di genere e il successivo trattamento viene valutata da una commissione presso il Ministero della Salute. Dopo essere stato approvato, il ricorrente subisce un anno di trattamento ormonale, che è seguito da un anno di vita nel ruolo sociale dell'altro genere, tra cui per esempio indossare ciò che viene giudicato "abbigliamento appropriato". Dopo questo trattamento di due anni, i genitali del ricorrente possono essere chirurgicamente modificati.

## Servizio militare
Dal 1999 la legislazione ceca ha proibito la discriminazione basata sull'orientamento sessuale in campo militare. Le persone transgender sono autorizzate anch'esse a servire apertamente nelle forze armate.

## Donazione di sangue
I gay e i bisessuali sono autorizzati a donare il sangue nella Repubblica Ceca, dopo un periodo di differimento di un anno.

## Opinione pubblica
Secondo un sondaggio eseguito da Prague Daily Monitor nel 2018 il 75% delle persone in Repubblica Ceca si dice favorevole al matrimonio egualitario mentre il 61% sostiene l'adozione per le coppie dello stesso sesso.

## Tabella riassuntiva
| Attività sessuale omosessuale legale                                                                         | (dal 1962)                                              |
| Uguale età del consenso                                                                                      | (dal 1990)                                              |
| Leggi anti discriminazione sul posto di lavoro                                                               | (dal 2009)                                              |
| Leggi anti discriminatorie nella fornitura di beni e servizi                                                 | (dal 2009)                                              |
| Leggi anti-discriminatorie in tutte le altre aree (compresa la discriminazione indiretta e i crimini d'odio) | (dal 2009)                                              |
| Riconoscimento delle unioni civili dello stesso sesso (ad esempio la partnership registrata)                 | (dal 2006)                                              |
| Matrimonio omosessuale                                                                                       | (Proposto)                                              |
| Adozione del figlio del partner da parte di coppie dello stesso sesso                                        | (dal 2025)                                              |
| Adozione da parte di coppie dello stesso sesso                                                               | No                                                      |
| Adozione da parte di persone LGBT single (sia in unità domestica registrata o meno)                          | (dal 2016)                                              |
| Possibilità per le persone LGBT di servire apertamente nelle forze armate                                    | (dal 1999)                                              |
| Diritto di cambiare legalmente genere                                                                        | (dal 1942)                                              |
| Proibizione della terapia di conversione sui minori                                                          | No                                                      |
| Accesso alla fecondazione in vitro per le lesbiche                                                           | No                                                      |
| Maternità surrogata per le coppie gay                                                                        | (Proibita indipendentemente dall'orientamento sessuale) |
| Possibilità per gli uomini che hanno rapporti sessuali con altri uomini di donare il sangue                  | (con un periodo di differimento di un anno)             |